# Архиепархия Фор-де-Франса
Архиепархия Фор-де-Франса (лат. Archidioecesis Arcis Gallicae) — архиепархия Римско-Католической церкви с центром в городе Фор-де-Франс, остров Мартиника, Франция. В митрополию Фор-де-Франс входят епархии Бас-Тера, Кайенны. Кафедральным собором архиепархии Фор-де-Франса является церковь святого Людовика в городе Фор-де-Франс.

## История
В 1640 году на Мартинику прибыли иезуиты, которые создали здесь первую католическую миссию. В 1643 году на Мартинике была создана первая церковная структура апостольская префектура, которая включала в себя французские Антильские острова и Французскую Гвиану.
В декабре 1731 году апостольская префектура Мартиники передала часть своей территории новой апостольской префектуре Французской Гвианы (сегодня — Епархия Кайенны).
27 сентября 1850 года апостольская префектура была преобразована в епархию Мартиники. В этот же день епархия Мартиники вошла в митрополию Бордо и передала часть своей территории епархии Гвадалупы и Бас-Тера (сегодня — Епархия Бас-Тера).
В 1850 году кафедра епархии была переведена в город Сан-Пьер. В 1902 году после разрушительного землетрясения в Сан-Пьере кафедра была возвращена в Фор-де-Франс. В этом же году епископ Фор-де-Франс присоединил к своей титулу название города Сан-Пьер.
26 сентября 1967 года Римский папа Павел VI издал буллу Quod Christus, которой возвёл епархию была возведена в ранг архиепархии.
Архиепархия Фор-де-Франса входит в Конференцию католических епископов Антильских островов.

## Ординарии архиепархии
- епископ Этьен Жан Франсуа Ле Эрпёр (22.06.1850 — 13.04.1958);
- епископ Луи-Мартен Порше (24.06.1858 — 11.06.1860);
- епископ Аман-Жозеф Фава (25.01.1871 — 3.08.1875) — назначен епископом Гренобля;
- епископ Жюльен-Франсуа-Пьер Кармене (24.08.1875 — 30.08.1897);
- епископ Этьен-Жозеф-Фредерик Тану (5.02.1898 — 22.11.1899);
- епископ Морис-Шарль-Альфре де Кормон (7.12.1899 — 27.11.1911) — назначен епископом Эйра;
- епископ Жозеф Феликс Франсуа Маллере (3.02.1912 — 25.06.1914);
- епископ Поль-Луи-Жозеф Лекьен (15.03.1915 — 5.01.1941);
- архиепископ Анри-Мари-Франсуа Варен де ла Брюнельер (24.10.1941 — 4.07.1972);
- архиепископ Морис Ригобер Мари-Сент (4.07.1972 — 8.01.2004);
- архиепископ Жильбер Мари Мишель Меранвиль (14.11.2003 — 7.03.2015);
- архиепископ Давид Макер, O.P. (с 7 марта 2015 года).

## Источник
- Annuario Pontificio, Libreria Editrice Vaticana, Città del Vaticano, 2007.
- Булла Quod Christus Архивная копия от 3 февраля 2014 на Wayback Machine (лат.)